# Orientación de canoa
La orientación en canoa, también conocida por su nombre en inglés, canoe orienteering, es una modalidad de orientación deportiva que combina la navegación en canoa o kayak con técnicas de orientación y lectura de mapas. Esta disciplina se desarrolla en ríos, lagos, embalses y canales, donde los participantes deben encontrar una serie de puntos de control en el menor tiempo posible.

## Descripción general
La orientación en canoa es similar a la orientación terrestre, pero el desplazamiento se realiza en una embarcación en lugar de a pie. Los competidores reciben un mapa con los puntos de control y deben decidir la ruta más eficiente para completar el recorrido. A diferencia de otras disciplinas de orientación, en el entorno acuático deben considerarse factores como corrientes, obstáculos naturales y condiciones climáticas que pueden dificultar la navegación.

## Características de la competición
Las competiciones de orientación en canoa presentan características particulares que la diferencian de otras modalidades de orientación:
- Mapa y brújula: Los participantes utilizan un mapa específico que incluye detalles del terreno acuático, como profundidad, corrientes y vegetación sumergida, además de los puntos de control a visitar. La brújula y el mapa suelen colocarse en soportes impermeables para protegerlos del agua.
- Puntos de control: Los puntos de control están distribuidos en distintas zonas del recorrido y pueden encontrarse tanto en el agua como en la orilla. Los competidores deben alcanzarlos y marcarlos para registrar su paso, generalmente mediante tarjetas de control o dispositivos electrónicos.
- Estrategia de rutas: Los participantes deben trazar rutas óptimas, considerando factores como corrientes, vientos y obstáculos en el agua. Elegir la mejor ruta es crucial, ya que permite ahorrar tiempo y evitar zonas de difícil acceso.
- Habilidades de navegación: La destreza en el manejo de la canoa o kayak es fundamental para el rendimiento en esta disciplina. La habilidad de maniobrar en diferentes condiciones de agua y adaptar el ritmo de remo a las exigencias del recorrido es esencial para completar la competencia de manera exitosa.
- Exigencia física: La orientación en canoa demanda resistencia física, ya que implica remar durante períodos prolongados. A diferencia de la orientación terrestre, donde los competidores pueden alternar entre caminar y correr, aquí dependen completamente de la técnica y fuerza de remo.

## Equipamiento
El equipamiento para la orientación en canoa es sencillo pero especializado, e incluye:
- Canoa o kayak: La elección de la embarcación varía según la modalidad específica y las preferencias del participante.
- Remos: Se utiliza un remo por participante, aunque algunos competidores llevan un remo adicional en caso de accidentes.
- Chaleco salvavidas: Es obligatorio en todas las competiciones para garantizar la seguridad de los competidores.
- Mapa y brújula: Se proporciona un mapa especializado que muestra la ubicación de los puntos de control, detalles del terreno y referencias importantes.
- Dispositivo de marcaje: Puede ser una tarjeta de control que se perfora en cada punto o un dispositivo electrónico que registra el paso por cada punto de control.

## Tipos de competición
En orientación en canoa existen diferentes formatos de competición:
- Velocidad: La meta es completar el recorrido en el menor tiempo posible pasando por todos los puntos de control. La estrategia y la rapidez son clave en este formato.
- Resistencia: Estas competencias abarcan distancias más largas y exigen tanto habilidad técnica como resistencia física para mantener la orientación y el ritmo durante periodos prolongados.
- Multiaventura: Algunas competiciones combinan la orientación en canoa con otras disciplinas, como correr o andar en bicicleta. En este tipo de pruebas, la orientación en canoa es solo una etapa dentro de un recorrido de aventura de mayor duración y variedad.

## Beneficios y desafíos

### Principales desafíos
- Exigencia física: La orientación en canoa requiere una combinación de resistencia y fuerza para remar durante largos períodos.
- Navegación y orientación en el agua: La lectura de mapas y la orientación en un entorno acuático es más compleja, ya que los puntos de referencia pueden ser escasos y las condiciones del agua y el viento pueden influir en la trayectoria.[1][2]